# Lobisomem (jogo)
Lobisomem é um jogo de dedução social, criado por Dimitry Davidoff (em russo:  Дми́трий Давы́дов, transl. Dmitry Davydov) com o nome de Máfia no ano de 1986. O jogo gera um conflito entre dois grupos: uma minoria informada (os lobisomens) e uma maioria não informadas (aldeões). No início do jogo, a cada jogador é atribuído, secretamente, uma função afiliada a uma das duas equipes. O jogo se alterna em dois períodos alternados: primeiro, à noite, onde os personagens noturno possuem o poder de matar (eliminar) ou converter um jogador escolhido, e segundo, os personagens diurnos, no qual os jogadores que sobreviveram debatem as identidades dos jogadores e votam para eliminar um suspeito. O jogo continua até uma das facções atinjam sua condição de vitória: para os aldeões, isso geralmente significa eliminar a minoria do mal, enquanto para a minoria isso geralmente significa alcançar a paridade numérica com a vila e eliminar quaisquer grupos rivais.

## História
Dimitry Davidoff é geralmente reconhecido como o criador do jogo. Ele data o primeiro jogo da Máfia até a primavera de 1987 no Departamento de Psicologia da Universidade Estadual de Moscou, de onde se espalhou pelas salas de aula, dormitórios e acampamentos de verão da Universidade de Moscou.
Andrew Plotkin deu às regras um tema de Lobisomem em 1997, argumentando que a máfia não era uma referência cultural tão grande e que o conceito de lobisomem se encaixava na ideia de um inimigo oculto que parecia normal durante o dia. A máfia e uma variante chamada Thing são exibidas nas oficinas de escritores de ficção científica desde 1998,  e se tornaram parte integrante das oficinas anuais Clarion e Viable Paradise. A variante lobisomem da máfia se espalhou em grandes eventos de tecnologia, incluindo a Game Developers Conference, ETech, Foo Camps e South By Southwest. Em 1998, a Kaliningrad Higher School do Ministério de Assuntos Internos publicou o metódico livro didático de comunicações não-verbais. Desenvolvimento jogos de RPG, 'Mafia' e 'Murderer' para um curso de psicodiagnóstico visual, para ensinar vários métodos de leitura da linguagem corporal e sinais não-verbais. Em setembro de 1998, a Máfia foi introduzida no Graduate College da Universidade de Princeton, onde várias variantes foram desenvolvidas. O tema lobisomem também foi incorporado na adaptação francesa da máfia, Os lobisomens de Millers Hollow.
Em agosto de 2000, um usuário sob o pseudônimo "mithrandir" do The Gray Labyrinth, um site dedicado a quebra-cabeças e resolução de quebra-cabeças, executou um jogo de máfia adaptado para jogar em um fórum. O The Gray Labyrinth e o site irmão MafiaScum afirmam que este foi o primeiro jogo da máfia executado em um fórum. A partir daí, a Máfia se espalhou para inúmeras comunidades online.
Em março de 2006, Ernest Fedorov dirigia um Mafia Club em Kiev, usando sua própria variação patenteada das regras. O clube organiza jogos, classifica jogadores e concede prêmios (incluindo uma viagem à Sicília para o campeão da série de torneios). 
Em junho de 2006, uma investigação da escola de Rockingham foi iniciada depois que os pais se queixaram dos efeitos traumáticos que a Máfia estava tendo em seus filhos da quinta série. Davidoff respondeu aos relatórios, dizendo que, como um pai que estudou psicologia infantil por 25 anos, ele sentiu que o jogo poderia "ensinar as crianças a distinguir o certo do errado", e que a mensagem positiva de ser honesto poderia superar os efeitos negativos de um "narrador do mal" moderando o jogo como se fosse uma história assustadora.
A máfia foi considerada um dos 50 jogos mais significativos em termos históricos e culturais publicados desde 1890, segundo o about.com. 

## Jogabilidade
Na sua forma mais simples, Lobisomem é jogado por duas equipes: os lobisomens e os aldeões. Jogos ao vivo exigem de um narrador que não participe dos jogos, e as personagens são atribuídas distribuindo cartões. No início do jogo, todos os lobisomens já reconhece os seus companheiro de equipe, recebem as identidades de seus companheiros de equipe, enquanto os inocentes recebem apenas o número de lobisomens no jogo e não sabem quais jogadores são lobisomens e quais são aldeões. 
Em uma configuração aberta, o número de cada função de poder (por exemplo, milícia) presente no jogo é conhecido pelos jogadores, enquanto em uma configuração fechada, essas informações não são reveladas e, em uma configuração semiaberta, apenas informações limitadas ou provisórias. sobre os papéis de poder é revelado. Assim, em uma configuração aberta ou semi-aberta, se for revelado que nenhuma milícia está presente no jogo, não será possível para um lobisomem reivindicar plausivelmente um papel de milícia. 
Há duas fases: noite e dia. À noite, certos jogadores secretamente realizam ações especiais; durante o dia, os jogadores discutem e votam para "linchar" ou eliminar um jogador. Essas fases se alternam até que todos os lobisomens tenham sido eliminados ou atinjam a paridade numérica com os inocentes. 
Alguns jogadores podem receber papéis com habilidades especiais. Funções especiais comuns incluem:
- vidente — um aldeão que tem permissão de reconhecer a equipe de um jogador todas as noite.
- protetor — um aldeão que pode proteger um jogador de ser morto todas as noites, mas só pode fazê-lo uma vez em cada jogo;
- maçons — jogadores ligados à aldeia, que podem se reconhecerem.

Andrew Plotkin recomenda ter exatamente dois mafiosos, enquanto as regras originais de Davidoff sugerem que um terço dos jogadores (arredondando para o número inteiro mais próximo) seja mafioso. O jogo original de Davidoff não inclui papéis com habilidades especiais. Em suas regras para "Lobisomem", Plotkin recomenda que a primeira fase seja noturna e que haja um número ímpar de jogadores (incluindo o moderador). Essas especificações evitam votos válidos para linchamentos e garantem que o jogo termine dramaticamente em um linchamento, e não anticlimacticamente, com o assassinato como uma conclusão precipitada.

### Noite
Todos os jogadores fecham os olhos. O moderador então instrui todos os lobisomens a abrir os olhos e reconhecer seus cúmplices. Os lobisomens escolhem uma "vítima", gesticulando silenciosamente para indicar seu alvo e mostrar unanimidade e depois fecham os olhos novamente.
Um processo semelhante ocorre para outras funções com ações noturnas. No caso do vidente, o moderador pode indicar a inocência ou a culpa do alvo usando gestos como assentir ou balançar a cabeça. Lobisomens discutindo quem matar durante a noite.
A noite pode ser acompanhada de jogadores tocando suavemente para mascarar sons emitidos por gestos.

### Dia
Durante a fase do "dia", jogadores votam em deve ser linchado.
O narrador instrui os jogadores a abrir os olhos e anuncia quem "morreu" na noite anterior. A discussão segue entre os jogadores vivos. A qualquer momento, um jogador pode acusar alguém de ser um lobisomem e levar outros a votar para linchá-los. Se mais da metade dos jogadores o fizerem, a pessoa acusada é eliminada e a noite começa. Caso contrário, a fase continuará até que um linchamento ocorra.

## Teoria dos jogos

### Estudo matemático
A máfia é um jogo complicado de modelar; portanto, a maioria das análises do jogo ideal supõe (a) que existem apenas habitantes da cidade e mafiosos e (b) que os habitantes da cidade nunca têm probabilidade de identificar a máfia que é melhor que o acaso. O tratamento precoce do jogo concentrou-se na simulação, enquanto estudos mais recentes tentaram derivar soluções de equilíbrio de forma fechada para um jogo perfeito.
Em 2006, os cientistas da computação Braverman, Etesami e Mossel provaram que sem detetives e com jogadores perfeitos, a estratégia aleatória é ideal para cidadãos e máfia. Quando existe um número suficientemente grande de jogadores para dar a ambos os grupos probabilidade semelhante de ganhar, eles mostraram que o número inicial de mafiosos {\displaystyle m} precisa ser proporcional à raiz quadrada do número total de jogadores {\displaystyle P}, ou seja, que é {\displaystyle {\textstyle m\propto {\sqrt {P}}}}. Com uma simulação, eles confirmaram que 50 mafiosos teriam quase 50% de chance de vencer entre 10.000. A chance de vitória da máfia é
W(m, P) ≈ ⁠m/√P⁠,
o que é uma boa aproximação quando o lado direito está abaixo de 40%. Se algum detetive for adicionado ao jogo, Braverman et al. provou que o número de mafiosos deve permanecer em uma proporção fixa do número total de jogadores para que suas chances de ganhar permaneçam constantes. 
Em 2008, Erlin Yao derivou limites analíticos específicos para a probabilidade de vitória da máfia quando não há detetives.
Em um artigo de 2010, foi encontrada a fórmula exata para a probabilidade de vitória da máfia. Além disso, foi demonstrado que a paridade do número inicial de jogadores desempenha um papel importante. Em particular, quando o número de mafiosos é fixo e um jogador ímpar é adicionado ao jogo (e os empates são resolvidos por troca de moedas), a chance de a máfia vencer não diminui, mas aumenta em um fator de aproximadamente {\displaystyle {\sqrt {\pi /2}}} (igualdade no limite do número infinito de jogadores).